# Школьник, Яков Шмулевич
Яков Шмулевич Школьник (5 декабря 1937, ст. Кодыма, Одесская область, Украинская ССР, СССР — 11 марта 2014, Москва, Российская Федерация) — советский и российский учёный-металлург и изобретатель, главный научный сотрудник Центрального научно-исследовательского института чёрной металлургии им. И. П. Бардина, лауреат премии Правительства Российской Федерации 2012 года в области науки и техники.

## Биография
В 1958 г. окончил Всесоюзный заочный инженерно-строительный институт, инженер-химик-технолог. Доктор технических наук (2000).
- 1958—1959 гг. — мастер шлако-цементного завода ЖБИ (г. Нижний Тагил),
- 1959—1963 гг. — старший инженер Нижне-Тагильской лаборатории НИИС.

С 1964 г. — в Уральском институте металлов: старший инженер, старший научный сотрудник, заведующий лабораторией нормативной документации и испытания шлаковых материалов, заведующий лабораторией доменных шлаков Уральского института металлов.
Затем — главный научный сотрудник федерального государственного унитарного предприятия Центральный научно-исследовательский институт черной металлургии им. И. П. Бардина.
Под его руководством выполнены работы по использованию титанистых доменных шлаков в цементной промышленности и строительстве. Показана возможность использования высокомагнезиальных доменных шлаков Западно-Сибирского металлургического комбината для производства шлакопортландцемента. Автор технологии грануляции шлака, которая обеспечивает снижение степени цементации шлака в системе оборотного водоснабжения и выбросов сероводорода в атмосферу. Имеет 60 авторских свидетельств на изобретения. Автор 170 печатных работ, в том числе 1 монографии.
Лауреат Премии Правительства Российской Федерации в области науки и техники (2013).
Отец медиаменеджера и государственного деятеля Александра Школьника.